# GM대우 라세티
GM대우 라세티(GM Daewoo Lacetti)는 대한민국의 자동차 회사인 GM대우의 승용차이다.

## 1세대(J200)

### 라세티(2002년11월~2004년3월)

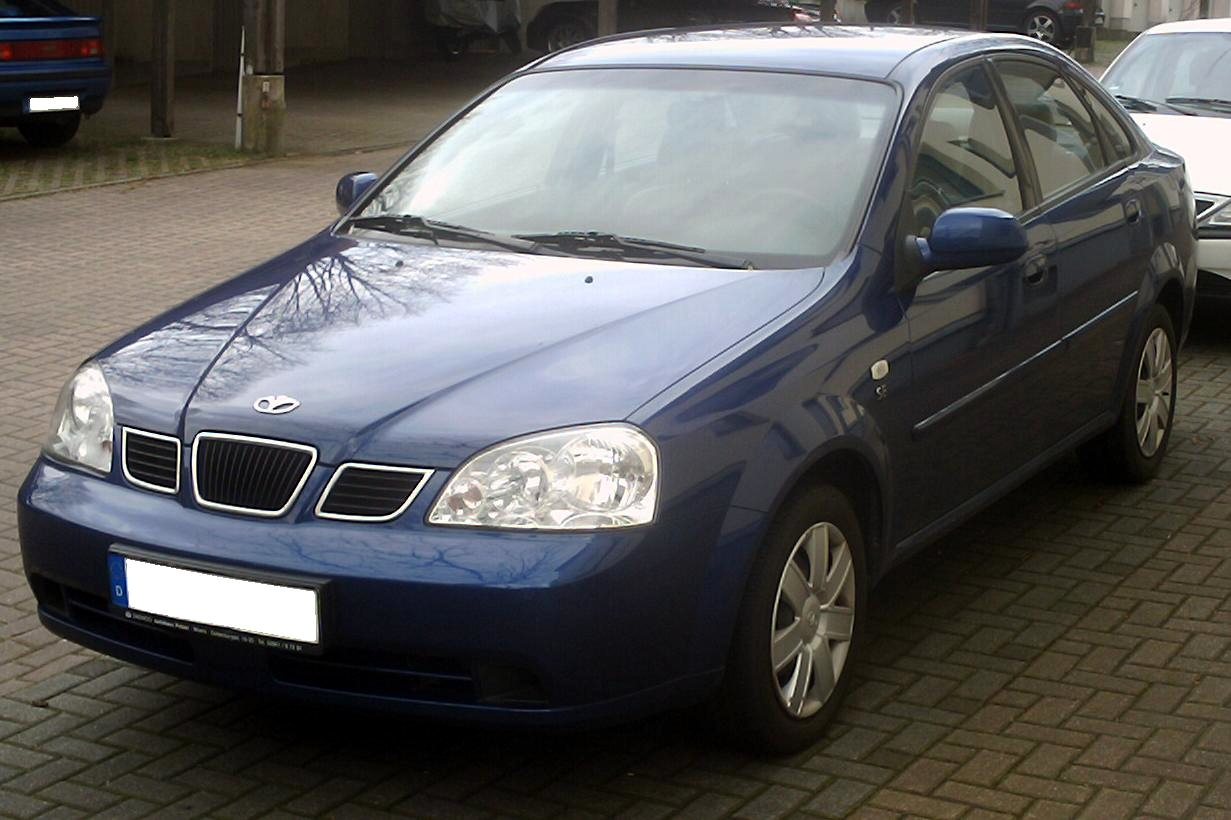
GM대우 라세티 정측면

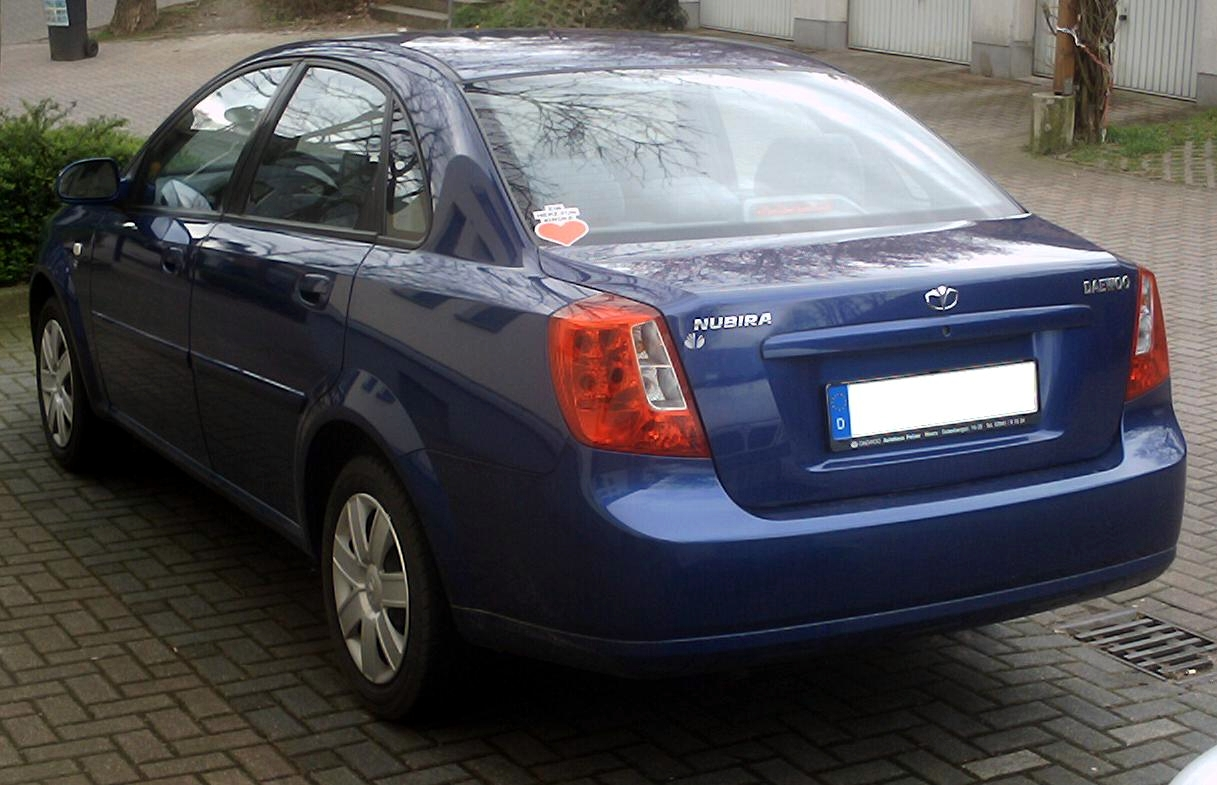
GM대우 라세티 후측면

대우자동차가 GM대우로 사명을 바꾼 이후에 내놓은 첫 번째 자동차이다. 2년 6개월 간의 개발 기간을 거쳐 2002년 11월 18일에 누비라의 후속 차종으로 선보였다. 이탈리아의 피닌파리나가 익스테리어 디자인을, GM대우 디자인 포럼이 인테리어 디자인을 담당하였다. 106마력의 1.5L E-TEC Ⅱ 가솔린 엔진을 사용하였고, 여기에 4단 자동변속기 또는 5단 수동변속기를 조합했다.

#### 라인업
- 라세티(가솔린)
  - EX
  - LUX
  - MAX
  - Diamond

제원
| 구분                 | 라세티 1.5L 가솔린 (세단)                                                     |
| -------------------- | ----------------------------------------------------------------------------- |
| 전장 (mm)            | 4,500                                                                         |
| 전폭 (mm)            | 1,725                                                                         |
| 전고 (mm)            | 1,445                                                                         |
| 축거 (mm)            | 2,600                                                                         |
| 윤거 (전, mm)        | 1,480                                                                         |
| 윤거 (후, mm)        | 1,480                                                                         |
| 승차 정원            | 5명                                                                           |
| 변속기               | 수동 5단 자동 4단                                                             |
| 서스펜션 (전/후)     | 맥퍼슨 스트럿/듀얼 링크                                                       |
| 구동 형식            | 전륜 구동                                                                     |
| 엔진 형식            | F15D3                                                                         |
| 연료                 | 가솔린                                                                        |
| 배기량 (cc)          | 1,498                                                                         |
| 최고 출력 (ps/rpm)   | 106/6,000                                                                     |
| 최대 토크 (kg*m/rpm) | 14.2/4,200                                                                    |
| 연비 (km/L)          | 15.8(수동 5단)/ 14.0(자동 4단) (이후 14.5(수동 5단)/ 12.7(자동 4단)으로 변경) |

### 뉴 라세티(2004년3월~2009년10월)

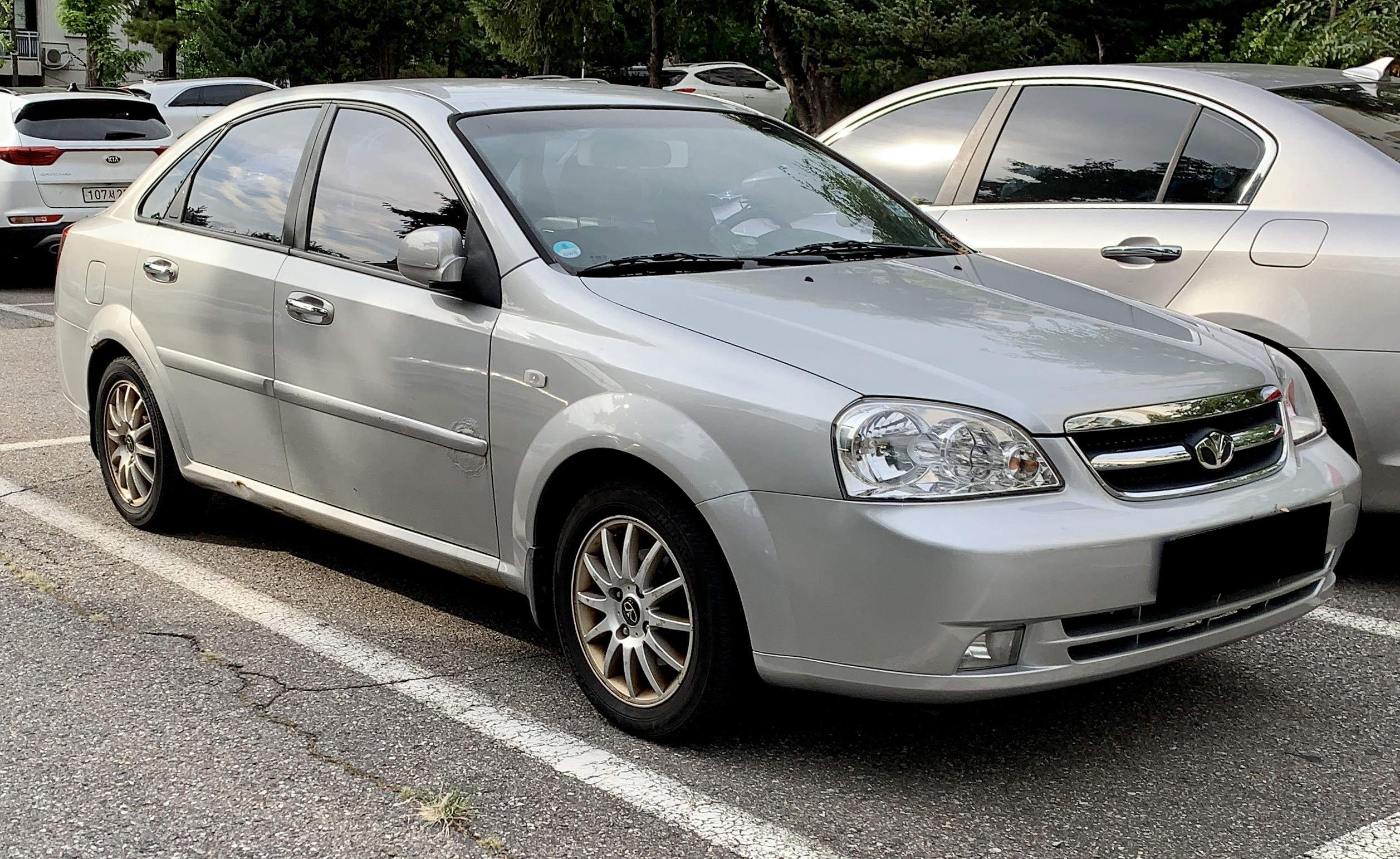
GM대우 뉴 라세티 정측면

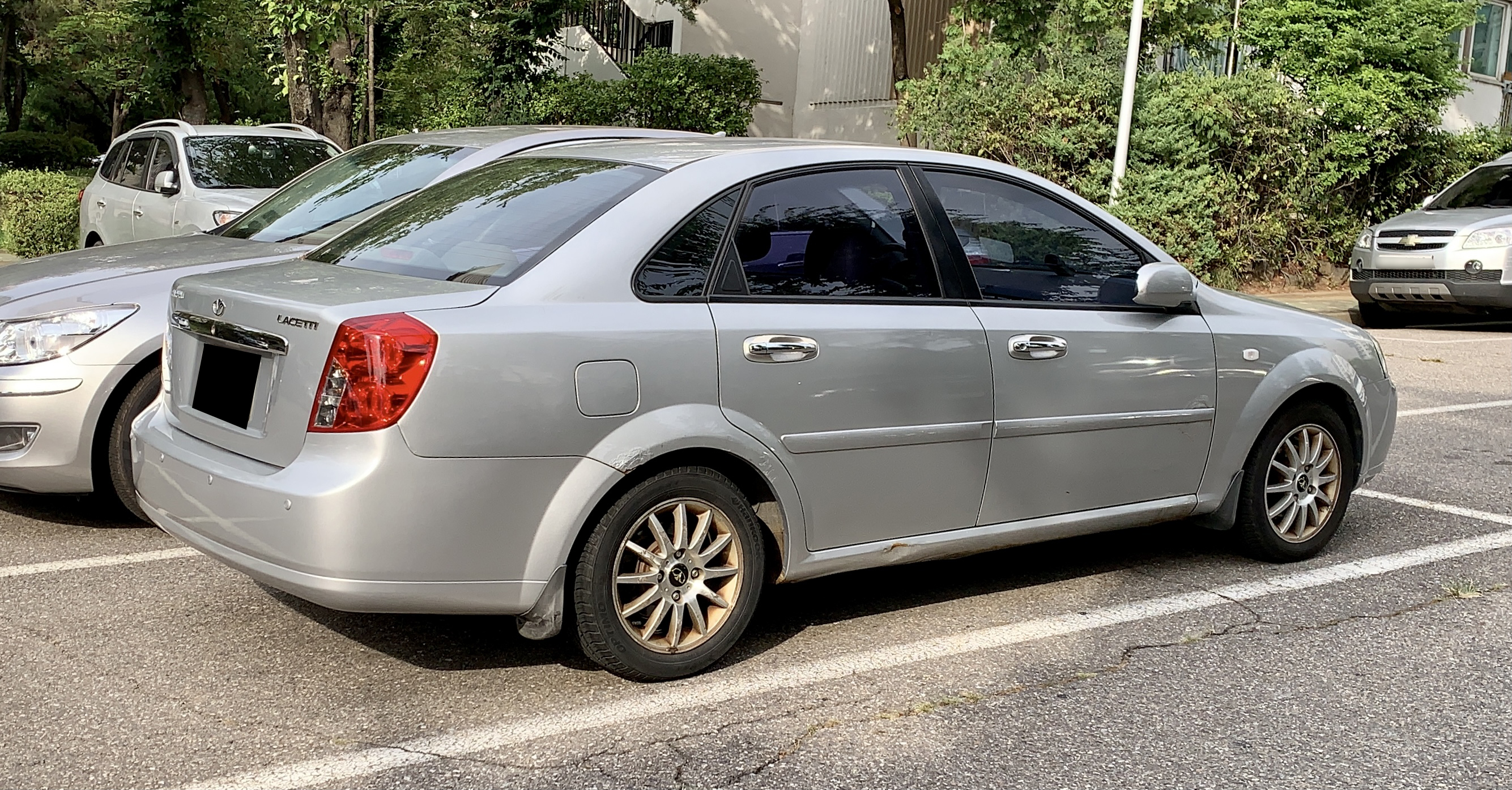
GM대우 뉴 라세티 후측면

2004년 3월 25일에 디자인이 일부 변경된 뉴 라세티가 출시되었고, 이탈리아의 최고 디자이너인 조르제토 쥬지아로에 의해 세련된 모습으로 디자인된 해치백 타입의 라세티 5도 함께 출시되었다. 세단과 해치백은 헤드 램프와 프론트 범퍼는 물론 대시보드까지 다른 디자인으로 되어 차별화를 꾀했다. 그해 10월에는 109마력의 1.6L VICS 가솔린 엔진이 추가되었고, 1.5L E-TEC Ⅱ 가솔린 엔진은 2005년에 단종되었다. 2007년 3월 2일에 유럽에서 판매 중이던 라세티 스테이션 왜건을 대한민국에서도 선보이며, 동시에 121마력의 2.0L TCDI 디젤 엔진도 추가되었다. 2.0L TCDI 디젤 엔진에는 5단 수동변속기 외에 4단 자동변속기가 아닌 5단 자동변속기가 적용되었다. 라세티 세단은 전국 주요 경찰서의 경찰차로 많이 보급되었다. 2007년에 WTCC 마카오 투어링 A에서 우승하여 고성능을 입증했다. 2008년 11월 7일에 라세티 프리미어에 자리를 물려주고 단종되었다. 세단과 달리, 라세티 5는 2008년에 라세티 EX로 차명을 바꾸어 스테이션 왜건과 함께 판매되었으나, 2009년 10월에 후속 차종 없이 단종되었다. 유럽에서는 쉐보레 브랜드로, 중국에서는 뷰익 브랜드로, 미국에서는 스즈키 브랜드로 판매된 월드 카였다.

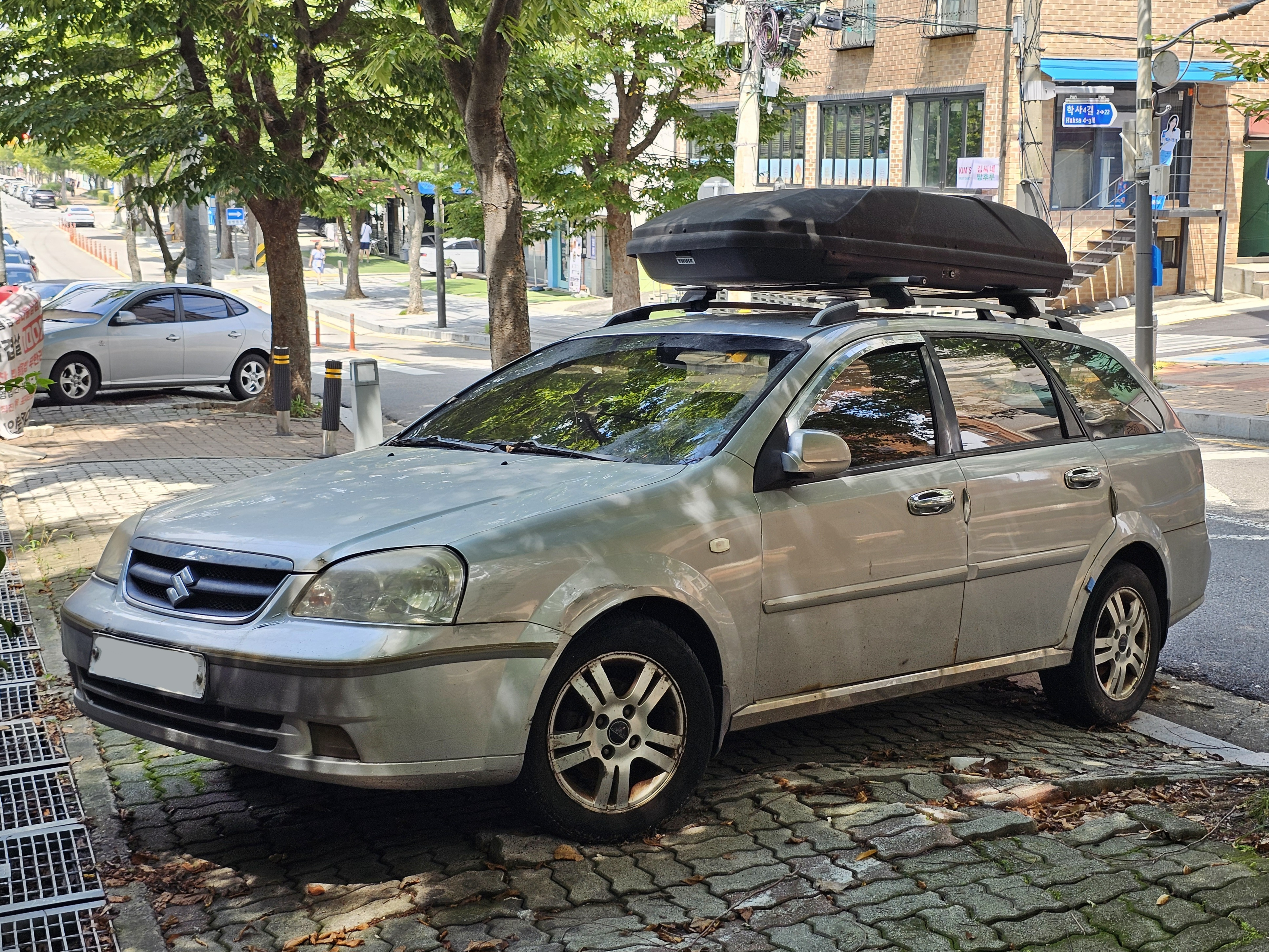
GM대우 라세티 왜건 정측면
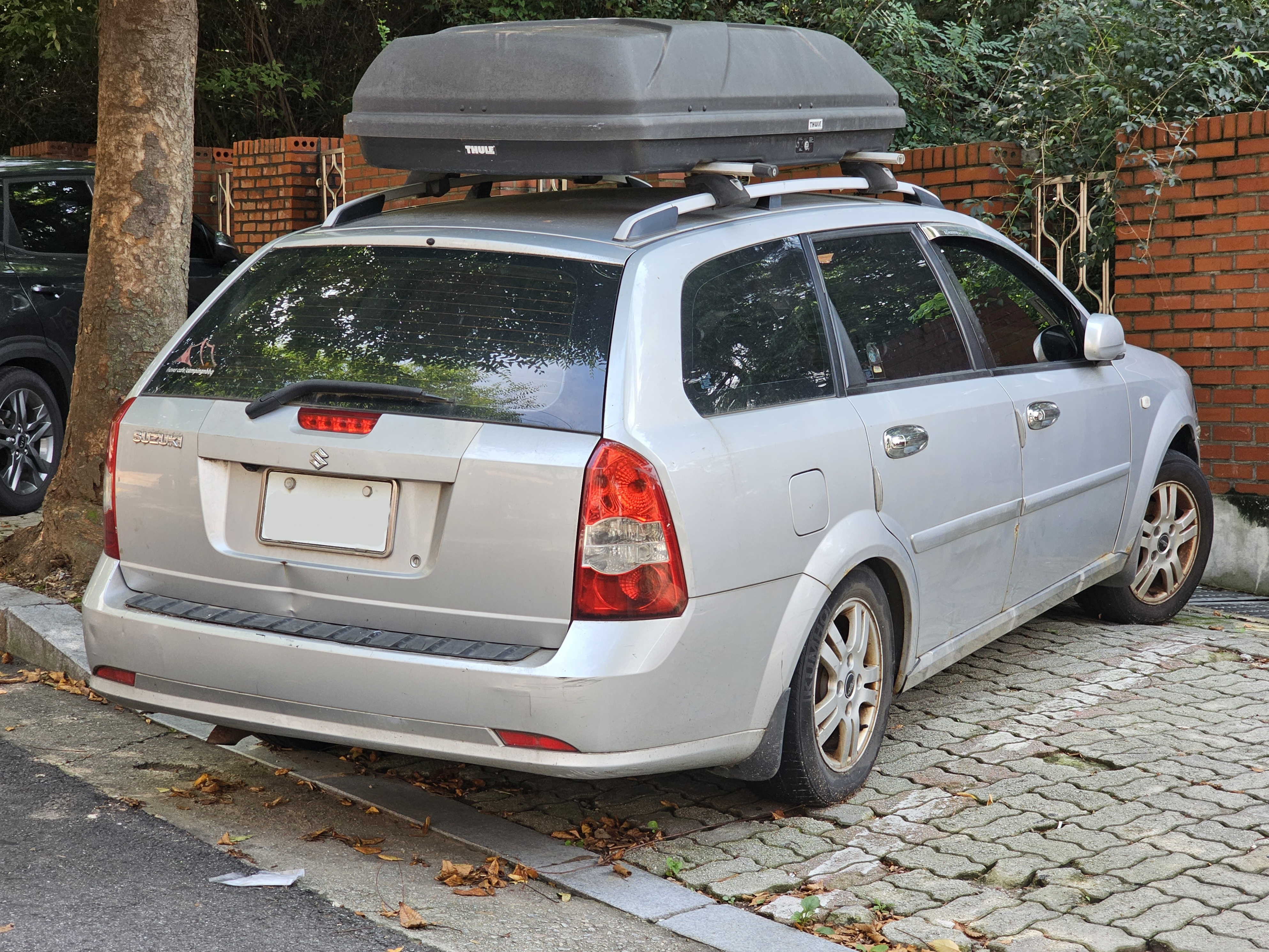
GM대우 라세티 왜건 후측면
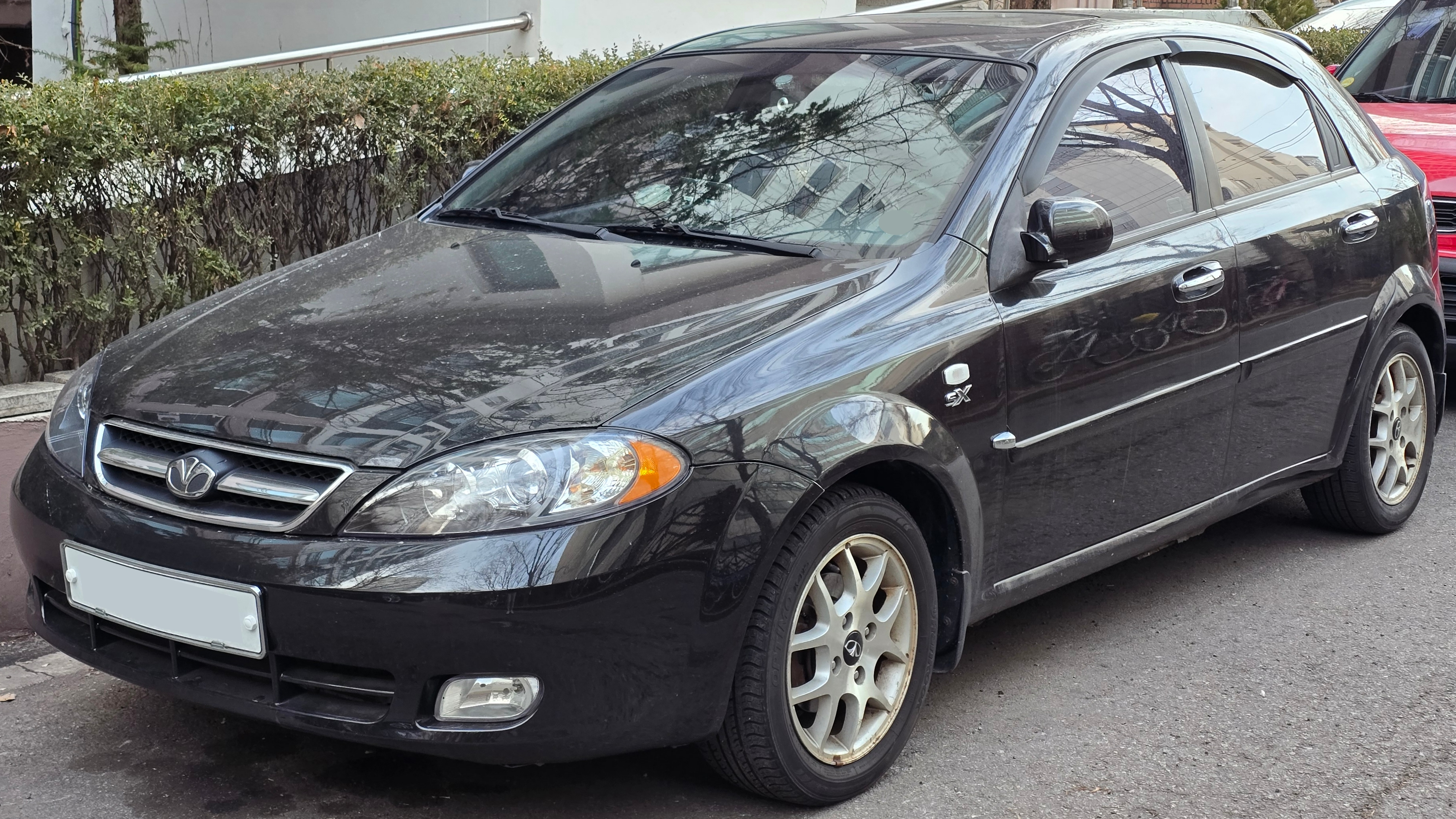
GM대우 라세티 5 정측면
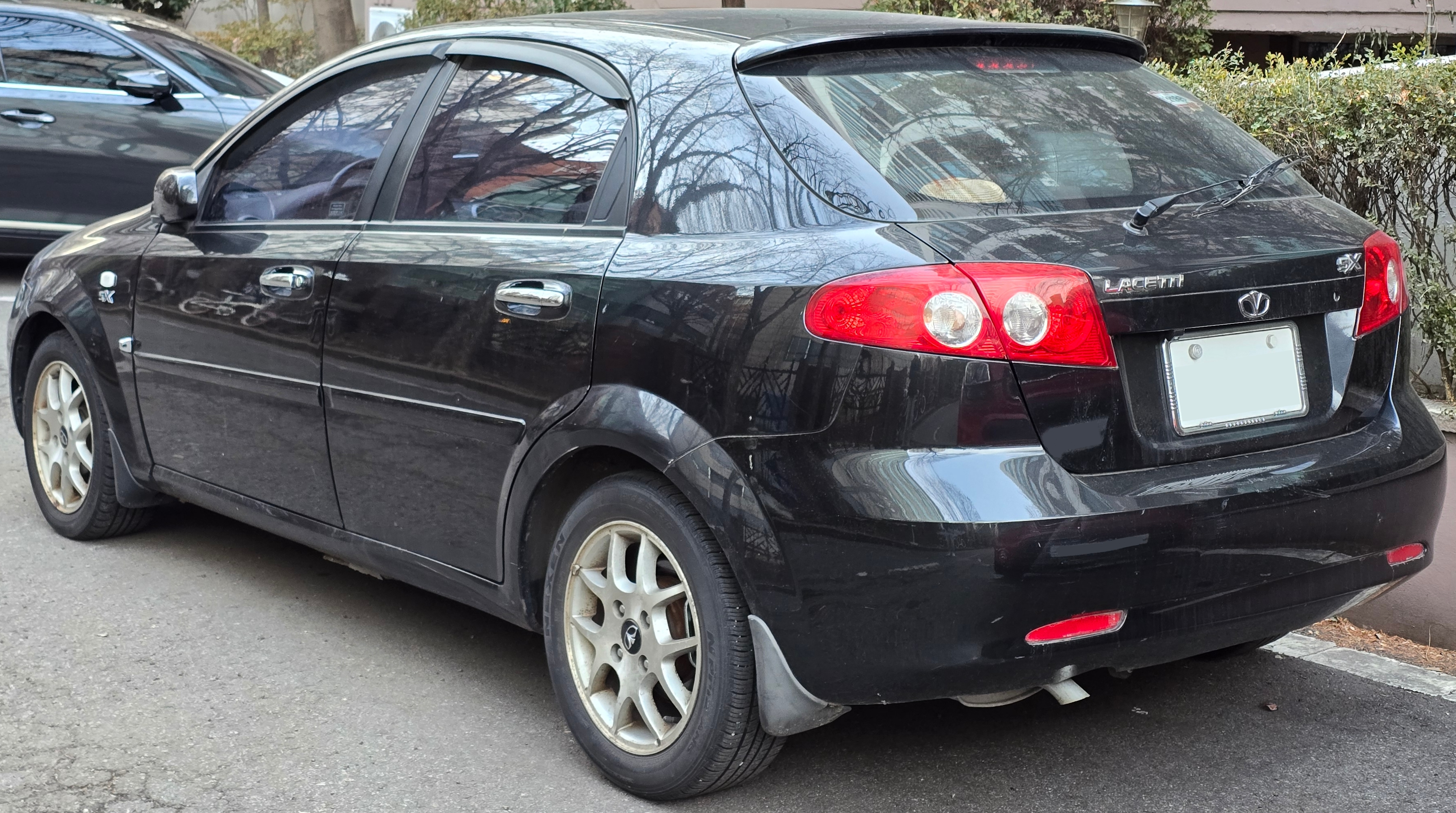
GM대우 라세티 5 후측면

#### 라인업
- 뉴 라세티(가솔린, 디젤)
  - EX
  - LUX
  - MAX
  - Diamond
  - Platinum
- 뉴 라세티 5도어 해치백(가솔린, 디젤)
  - LUX
  - MAX
  - Platinum
  - Diamond
  - EX
- 뉴 라세티 왜건(디젤)
  - LUX
  - MAX

제원
| 구분                 | 뉴 라세티 1.5L 가솔린 (세단, 해치백) | 뉴 라세티 1.6L 가솔린 (세단, 해치백)                                          | 뉴 라세티 2.0L 디젤 (세단, 해치백, 왜건)                  |
| -------------------- | ------------------------------------ | ----------------------------------------------------------------------------- | --------------------------------------------------------- |
| 전장 (mm)            | 4,515(세단) 4,295(해치백)            | 4,515(세단) 4,295(해치백)                                                     | 4,515(세단) 4,295(해치백) 4,580(왜건)                     |
| 전폭 (mm)            | 1,725                                | 1,725                                                                         | 1,725                                                     |
| 전고 (mm)            | 1,445                                | 1,445                                                                         | 1,445(세단, 해치백) 1,460(왜건) 1,500(왜건 루프랙 적용시) |
| 축거 (mm)            | 2,600                                | 2,600                                                                         | 2,600                                                     |
| 윤거 (전, mm)        | 1,480                                | 1,480                                                                         | 1,480                                                     |
| 윤거 (후, mm)        | 1,480                                | 1,480                                                                         | 1,480                                                     |
| 승차 정원            | 5명                                  | 5명                                                                           | 5명                                                       |
| 변속기               | 수동 5단 자동 4단                    | 수동 5단 자동 4단                                                             | 수동 5단 자동 5단                                         |
| 서스펜션 (전/후)     | 맥퍼슨 스트럿/듀얼 링크              | 맥퍼슨 스트럿/듀얼 링크                                                       | 맥퍼슨 스트럿/듀얼 링크                                   |
| 구동 형식            | 전륜 구동                            | 전륜 구동                                                                     | 전륜 구동                                                 |
| 엔진 형식            | F15D3                                | F16D                                                                          | Z20S                                                      |
| 연료                 | 가솔린                               | 가솔린                                                                        | 디젤                                                      |
| 배기량 (cc)          | 1,498                                | 1,598                                                                         | 1,991                                                     |
| 최고 출력 (ps/rpm)   | 106/6,000                            | 109/6,000                                                                     | 121/3,800                                                 |
| 최대 토크 (kg*m/rpm) | 14.2/4,200                           | 15.0/3,800                                                                    | 28.6/2,000                                                |
| 연비 (km/L)          | 14.5(수동 5단)/ 12.7(자동 4단)       | 14.1(수동 5단)/ 11.7(자동 4단) (이후 14.4(수동 5단)/ 12.3(자동 4단)으로 변경) | 18.0(수동 5단)/ 14.1(자동 5단)                            |

## 2세대(J300)

### 라세티 프리미어(2008년11월~2011년3월)

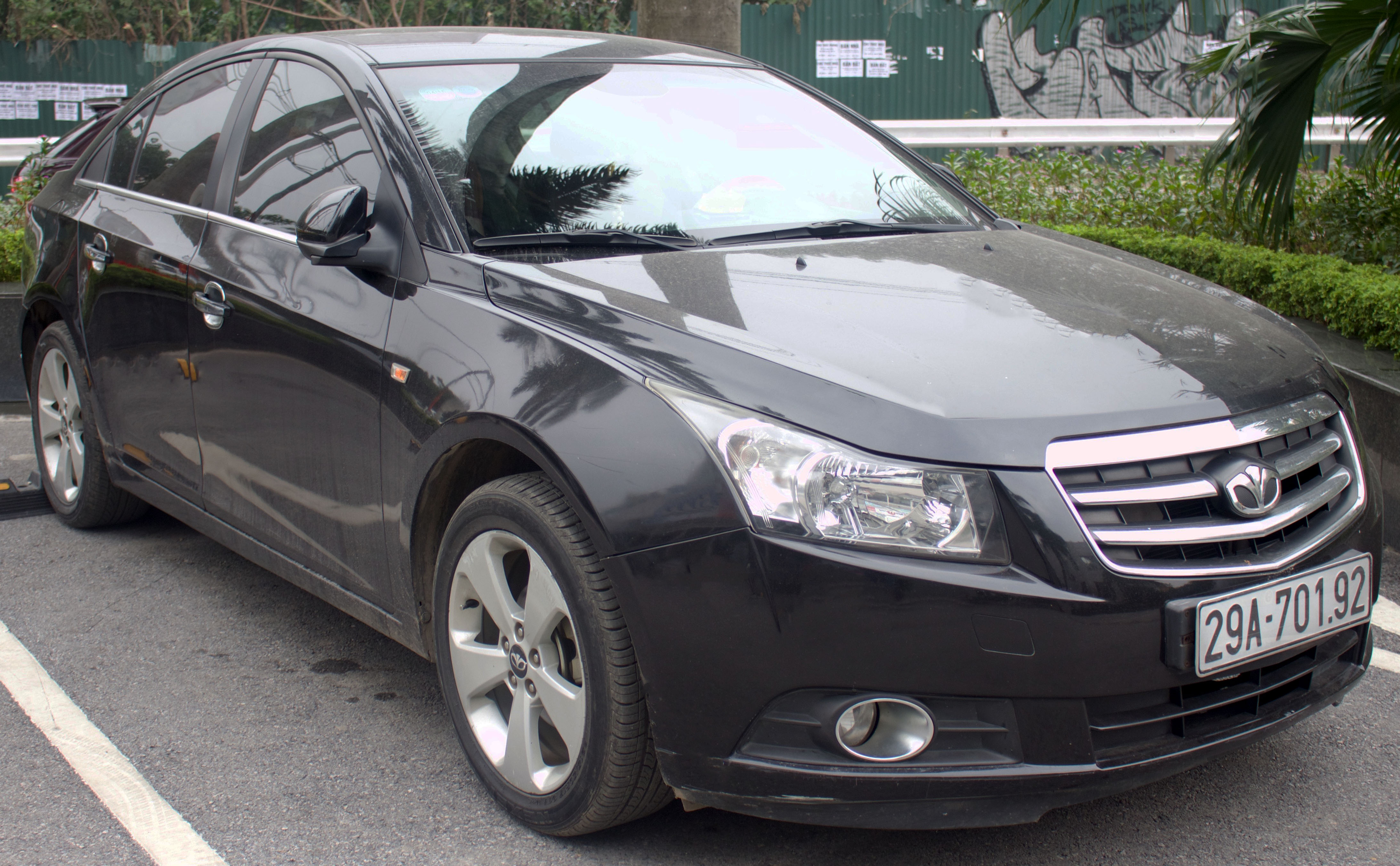
GM대우 라세티 프리미어 정측면

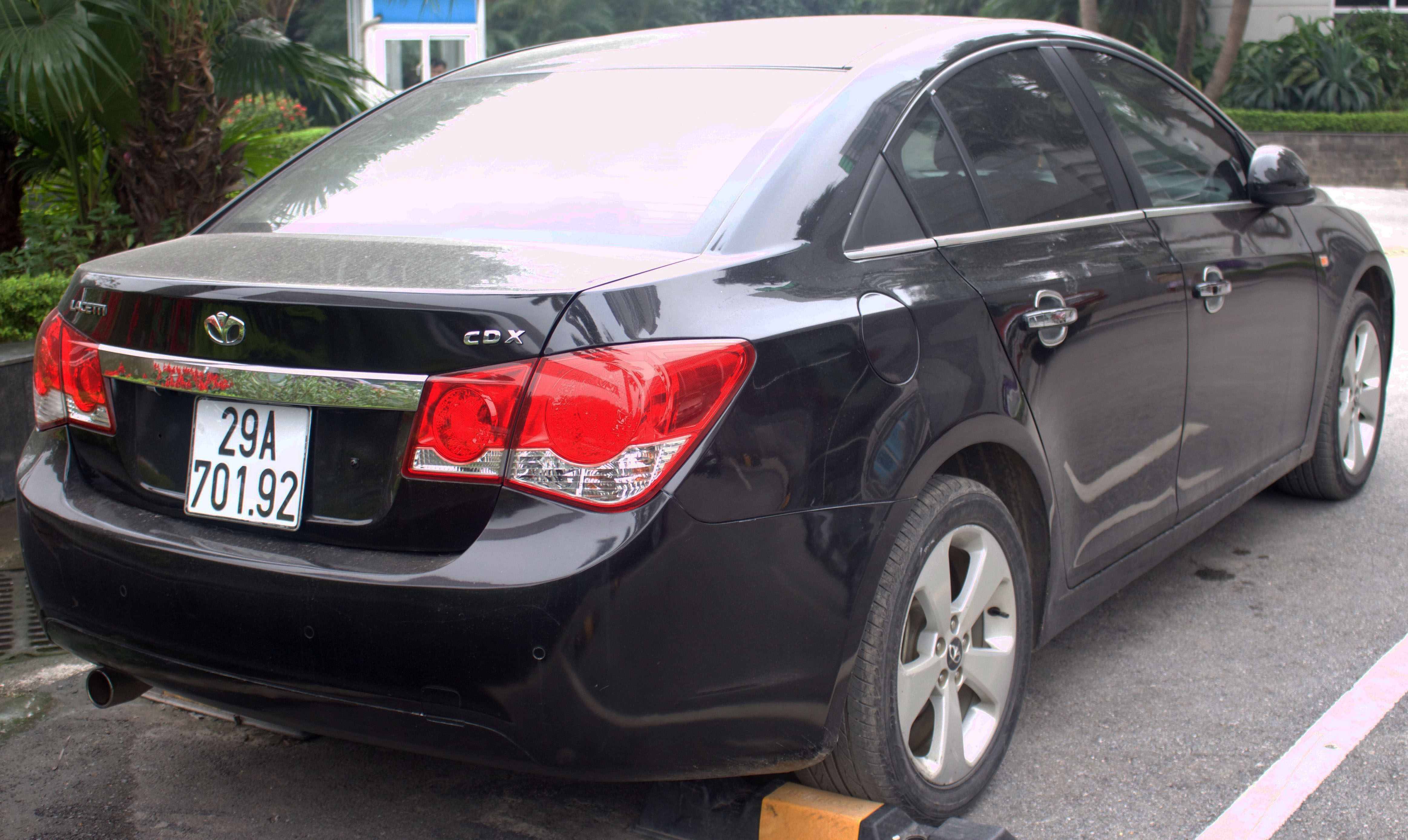
GM대우 라세티 프리미어 후측면

2008년 11월 7일에 풀 모델 체인지를 거쳐 프리미어라는 서브 네임이 더해졌다.
오펠 아스트라의 전륜구동 플랫폼을 기반으로 한다. 중형차를 능가하는 편의 사양과 강인한 스타일, 넓은 실내 공간이 돋보였으나 1.6L 에코텍 가솔린 엔진의 출력이 114마력밖에 되지 않아 출시 당시 중량 대비 성능에 대한 논란이 많았고, 최고 출력이 124마력으로 높아진 이후에도 여전했다. 대한민국의 준중형차 중에서 처음으로 6단 자동변속기(가솔린 6T40, 디젤 6T45)를 적용하였다. 그러나 6단 자동변속기도 결함 논란에 휩싸였고, 이 6단 자동변속기는 충청남도 보령시의 한국지엠 변속기 공장에서 생산되고 있기 때문에 일명 보령 미션이라는 달갑지않은 별칭을 얻었다. 한국지엠에서는 몇몇 블로거를 초청하여 보안시설이나 다름없는 보령 변속기 공장의 생산 공정을 보여 줄 정도였다. 하부에 H 스파이더형 빔을 적용하고, 초강성 강판을 65% 사용하여 안전성을 높였다. 그래픽 정보 디스플레이(GID)를 통해 운전자의 취향대로 여러 기능을 설정할 수 있게 되었으며, 속도 감응형 사운드 시스템은 속도에 비례하여 음량이 자동 조절되어 편의성에 기여했다. 2009년 2월 4일에는 자사의 윈스톰과 토스카에 쓰인 150마력 2.0L VCDi 커먼레일 터보 디젤 엔진을 장착했다. 같은 해 11월에 142마력 1.8L 에코텍 가솔린 엔진이 추가로 출시되며 아이덴티티(Identity)라는 네임이 붙었고, USB 단자와 블루투스 오디오 스트리밍 기능이 신규 적용되었다. 2010년 9월 8일에는 성능을 소폭 개선하고(1.6L 에코텍 가솔린 엔진은 114마력에서 124마력으로 출력 개선, 1.8L 에코텍 가솔린 엔진은 13.3 km/L에서 13.7 km/L로 연비 개선), 동급 최초의 크루즈 컨트롤이 장착된 2011년형이 출시되어 디젤이 잠시 단종되었으나, 그 해 11월에 유로5 기준에 맞게 개선해 163마력으로 출력을 올린 후 다시 판매에 들어갔다.
2011년 3월 1일부터는 회사명이 GM대우에서 한국지엠으로 바뀌며, 기존 자사 차량 대부분을 쉐보레 브랜드로 판매하게 되었다. 이에 따라 대한민국에서도 해외에서의 차명인 로고만 바뀐 쉐보레 크루즈로 통일되어 바뀌었다.

#### 라인업
- 라세티 프리미어(가솔린)
  - SE
  - SX
  - CDX
- 라세티 프리미어(디젤)
  - SX
  - CDX

제원
| 구분                 | 라세티 프리미어 1.6L 가솔린 (세단)    | 라세티 프리미어 1.8L 가솔린 (세단)            | 라세티 프리미어 2.0L 디젤 (세단)                                            |
| -------------------- | ------------------------------------- | --------------------------------------------- | --------------------------------------------------------------------------- |
| 전장 (mm)            | 4,600                                 | 4,600                                         | 4,600                                                                       |
| 전폭 (mm)            | 1,790                                 | 1,790                                         | 1,790                                                                       |
| 전고 (mm)            | 1,470                                 | 1,470                                         | 1,470                                                                       |
| 축거 (mm)            | 2,685                                 | 2,685                                         | 2,685                                                                       |
| 윤거 (전, mm)        | 1,545                                 | 1,545                                         | 1,545                                                                       |
| 윤거 (후, mm)        | 1,560                                 | 1,560                                         | 1,560                                                                       |
| 승차 정원            | 5명                                   | 5명                                           | 5명                                                                         |
| 변속기               | 수동 5단 자동 6단                     | 자동 6단                                      | 수동 5단 자동 6단 (이후 수동 6단 자동 6단으로 변경)                         |
| 서스펜션 (전/후)     | 맥퍼슨 스트럿/토션 빔                 | 맥퍼슨 스트럿/토션 빔                         | 맥퍼슨 스트럿/토션 빔                                                       |
| 구동 형식            | 전륜 구동                             | 전륜 구동                                     | 전륜 구동                                                                   |
| 엔진 형식            | F16D4                                 | F18D4                                         | Z20S (이후 Z20D1으로 변경)                                                  |
| 연료                 | 가솔린                                | 가솔린                                        | 디젤                                                                        |
| 배기량 (cc)          | 1,598                                 | 1,796                                         | 1,991 (이후 1,998로 변경)                                                   |
| 최고 출력 (ps/rpm)   | 114/6,400 (이후 124/6,400으로 변경)   | 142/6,200                                     | 150/4,000 (이후 163/3,800으로 변경)                                         |
| 최대 토크 (kg*m/rpm) | 15.5/4,200 (이후 15.7/4,000으로 변경) | 17.8/3,800                                    | 32.6/2,000 (이후 36.7/1,750~2,750으로 변경)                                 |
| 연비 (km/L)          | 15.0(수동 5단)/ 13.0(자동 6단)        | 13.3(자동 6단) (이후 13.7(자동 6단)으로 변경) | 19.0(수동 5단)/ 15.0(자동 6단) (이후 19.7(수동 6단)/ 15.9(자동 6단)로 변경) |
| Co2 배출량 (g/Km)    | 155(수동 5단)/ 179(자동 6단)          | 176(자동 6단) (이후 171(자동 6단)으로 변경)   | 142(수동 5단)/ 179(자동 6단) (이후 136(수동 6단)/ 170(자동 6단)으로 변경)   |

## 역대 슬로건

### 1세대(J200)
- GM DAEWOO가 생각하는 100% 신차 (라세티)
- 탈수록 100% (라세티)
- 따라올 차 누구인가 (뉴 라세티, 라세티 5)
- 100% 차로 말한다 (뉴 라세티)
- Shall we drive? (뉴 라세티)
- GM이 선택한 월드카 (뉴 라세티, 라세티 왜건)

### 2세대(J300)
- Absolute Style (라세티 프리미어)

## 미디어 속의 라세티

### 드라마
- 미안하다 사랑한다에서는 송은채(임수정 분)의 차량으로 라세티 5 DIAMOND(은색) 모델이 등장한다.

### 교양
- 위기탈출 넘버원에서 11회(2005.09.24) 운전 시 위험발 신발편에서 2004~2005년형임에도 서울 지역 번호판이 달려있는데 이는 렌터카이기 때문이다.